# Barryville
Barryville es un lugar designado por el censo  ubicado en el condado de Sullivan en el estado estadounidense de Nueva York. Barryville se encuentra ubicada dentro del pueblo de Highland.

## Geografía
Barryville se encuentra ubicada en las coordenadas 41°28′39″N 74°54′40″O / 41.47750, -74.91111.